# Línea H4 de la Red Ortogonal de Autobuses de Barcelona
La línea H4 (Horizontal 4) es una línea de autobús de tránsito rápido que pertenece a la Red Ortogonal de autobuses urbanos de Barcelona. Recorre Santa Coloma de Gramenet y Barcelona en horizontal desde el barrio del Bon Pastor hasta la Zona Universitaria. Fue puesta en marcha en febrero de 2016 .
El trazado incluye desde el punto de inicio del barrio de Bon Pastor, el barrio de San Andrés hasta la Avenida Meridiana, sube por el paseo de Valldaura hasta llegar a la plaza de Karl Marx donde continúa por el paseo del Valle de Hebrón. Cuando llega a la plaza de Alfonso Comín, baja por el paseo de la Bonanova y la avenida de Esplugues hasta llegar a la Zona Universitaria. 
La implantación de esta línea supuso la modificación del recorrido de las líneas 22 y 60, así como de la supresión de las líneas 64 y 73 . 

## Áreas de intercambio
Las áreas de intercambio con los que corresponde de esta línea con otros servicios de transporte público son los siguientes: 
- Área de Intercambio Reina Elisenda
- Área de Intercambio Sarrià
- Área de Intercambio Bonanova
- Área de Intercambio Avenida Tibidabo
- Área de Intercambio Vall d'Hebron
- Área de Intercambio Guineueta

## Horarios
| H4         | Primer servicio       | Primer servicio | Último servicio       | Último servicio |
| H4         | A: Zona Universitària | A: Bon Pastor   | A: Zona Universitària | A: Bon Pastor   |
| laborables | 05:45                 | 06:00           | 22:20                 | 23:00           |
| Sábados    | 07:00                 | 07:00           | 22:20                 | 23:00           |
| Festivos   | 07:00                 | 07:00           | 22:20                 | 23:00           |